# Bolesław Wróblewski (duchowny)

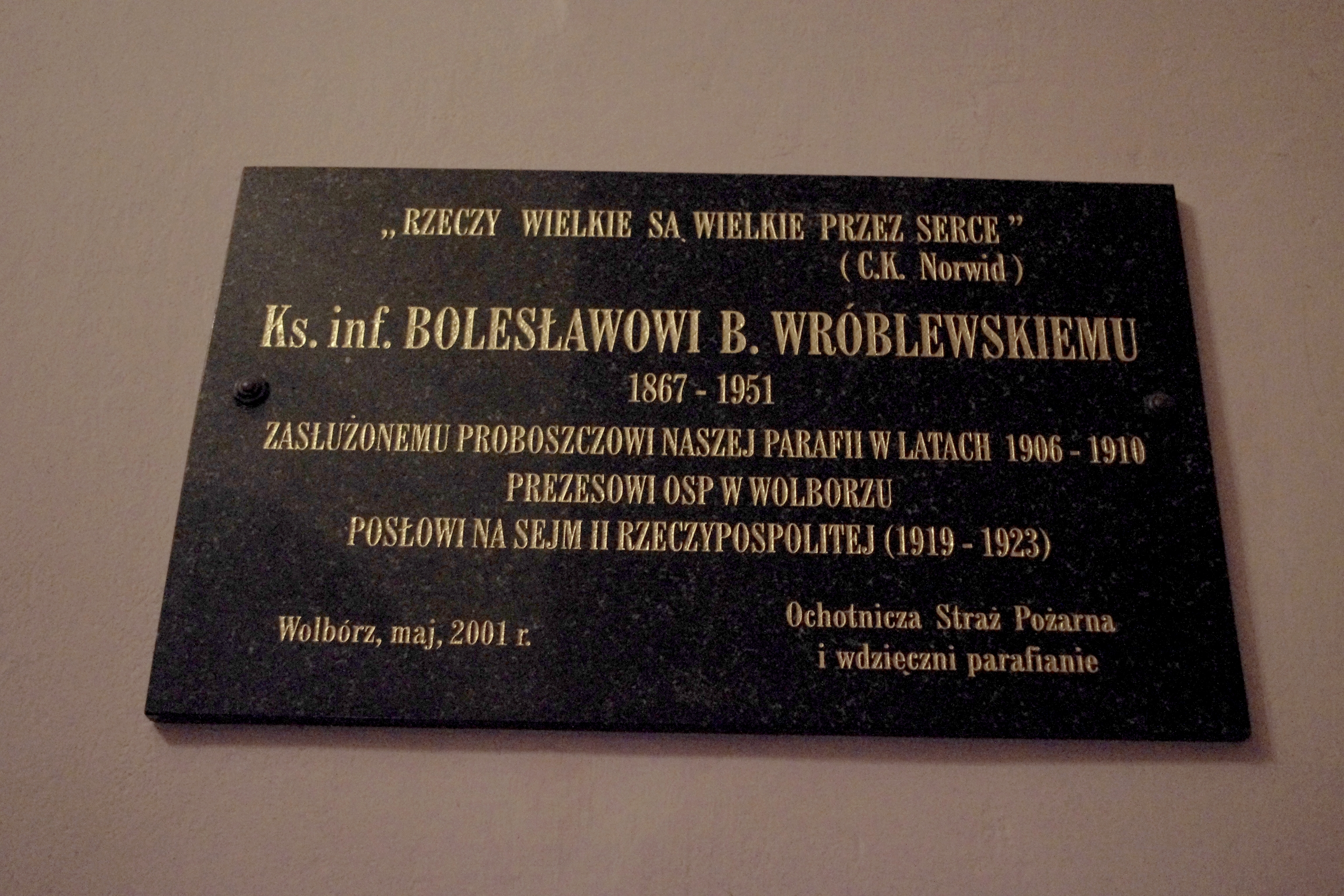
Tablica upamiętniająca ks. Bolesława Wróblewskiego - proboszcza wolborskiego w latach 1906-1910, prezesa Ochotniczej Straży Pożarnej w Wolborzu, w wolborskiej Kolegiacie św. Mikołaja

Bolesław Bonawentura Wróblewski (ur. 19 sierpnia 1867 w Rzuchowie, zm. 7 czerwca 1951 w Częstochowie) – ksiądz, działacz charytatywny i polityczny.

## Życiorys
Bolesław Bonawentura Wróblewski urodził się 19 sierpnia 1867 roku w Rzuchowie w powiecie kolskim. Był synem urzędnika sądowego Wojciecha Wróblewskiego i Eufemii Franciszki z Majewskich. Wróblewski ukończył gimnazjum w Kaliszu i w 1884 roku rozpoczął naukę w seminarium we Włocławku, którą ukończył w 1889 roku i przyjął święcenia kapłańskie. Początkowo pracował w Warcie w powiecie sieradzkim, od 1890 roku w parafii św. Zygmunta w Częstochowie, a od następnego roku w parafii św. Barbary w tym samym mieście. W 1894 roku został proboszczem parafii Rędziny w powiecie częstochowskim, w której zbudował kościół. W 1906 roku został proboszczem w Wolborzu w powiecie piotrkowskim.
Wróblewski angażował się w działalność narodową, za co był represjonowany, m.in. zakazano mu pracy oraz pobytu w guberniach warszawskiej, piotrkowskiej, lubelskiej i siedleckiej i objęto nadzorem policji. W kolejnych latach został proboszczem w Praszce koło Wielunia, w której rozbudował kościół i zaangażował się w działalność miejscowych organizacji społecznych.
W październiku 1917 roku został proboszczem parafii Świętej Rodziny w Częstochowie. Początkowo dokończył budowę kościoła. Angażował się w działalność społeczną i charytatywną, głównie na rzecz dzieci. W 1918 roku wszedł do zarządu Towarzystwa Dobroczynności dla chrześcijan, a od 1925 roku był jego prezesem. W 1919 roku został posłem do Sejm Ustawodawczego Rzeczypospolitej Polskiej z poparcia Związku Ludowo-Narodowego. Podczas walk polsko-ukraińskich o Lwów współtworzył Komitet Niesienia Pomocy dla Lwowa, a w czasie powstań śląskich działał w Komitecie Niesienia Pomocy dla Górnego Śląska.
W okresie wojny polsko-bolszewickiej zorganizował z matką dla wyruszających na front kuchnię i herbaciarnię. Od 1922 roku działał w zarządzie częstochowskiego oddziału Związku Obrony Kresów Zachodnich, które zajmowało się m.in. pomocą dla Polaków z Niemiec. W tym samym roku współtworzył Komitet Obrony Przeciwgazowej, a w 1924 roku został prezesem Ligi Obrony Przeciwgazowej; należał też do zarządu częstochowskiego oddziału PCK i wykładowcą na ich szkoleniach. W 1925 roku jeden z organizatorów budowy pomnika nieznanego żołnierza w al. Sienkiewicza.
Na początku okupacji niemieckiej był represjonowany, ale od 1940 roku organizował pomoc materialną dla Polaków wysiedlonych z innych regionów Polski.
Zmarł 7 czerwca 1951 roku w Częstochowie i pochowany został na Cmentarzu Kule (sektor 8-AZ-2).

## Ordery i odznaczenia
- Złoty Krzyż Zasługi (4 września 1937)[3]
- Medal Niepodległości (27 czerwca 1938)[4]
- Medal Sprawiedliwy wśród Narodów Świata (26 maja 2025)[5]

## Upamiętnienie
W częstochowskiej katedrze znajduje się poświęcona mu tablica pamiątkowa.